# Gentiana newberryi
Gentiana newberryi är en gentianaväxtart som beskrevs av Asa Gray. Gentiana newberryi ingår i släktet gentianor, och familjen gentianaväxter. Utöver nominatformen finns också underarten G. n. tiogana.